# Olympische Sommerspiele 1956/Teilnehmer (Österreich)
| Gelbes Symbol für Goldmedaillen mit stilisierten Olympischen Ringen | Graues Symbol für Silbermedaillen mit stilisierten Olympischen Ringen | Braundes Symbol für Bronzemedaillen mit stilisierten Olympischen Ringen |
| ------------------------------------------------------------------- | --------------------------------------------------------------------- | ----------------------------------------------------------------------- |
| —                                                                   | —                                                                     | 2                                                                       |

Österreich nahm an den Olympischen Sommerspielen 1956 im australischen Melbourne sowie den Reitspielen im schwedischen Stockholm mit einer Delegation von 34 Sportlern, 29 Männer und fünf Frauen, an 36 Wettkämpfen in zwölf Sportarten teil.
Seit 1896 war es die zwölfte Teilnahme Österreichs an Olympischen Sommerspielen.
Jüngster Athlet war mit 22 Jahren und neun Tagen der Radrennfahrer Rudolf Maresch, ältester Athlet war die Fechterin Ellen Müller-Preis (44 Jahre und 208 Tage).

## Flaggenträger
Der Radrennfahrer Franz Wimmer trug die Flagge Österreichs während der Eröffnungsfeier im Olympiastadion.

## Medaillen
Mit zwei gewonnenen Bronzemedaillen belegte das österreichische Team Platz 34 im Medaillenspiegel.

### Medaillenspiegel
| Rang   | Sportart | Gold | Silber | Bronze | Gesamt |
| ------ | -------- | ---- | ------ | ------ | ------ |
| 1      | Kanu     | —    | —      | 1      | 1      |
| 1      | Rudern   | —    | —      | 1      | 1      |
| Gesamt | Gesamt   | —    | —      | 2      | 2      |

### Medaillengewinner
| Name/n                          | Sportart | Wettkampf               |
| ------------------------------- | -------- | ----------------------- |
| Bronze                          |          |                         |
| Max Raub Herbert Wiedermann     | Kanu     | Zweier-Kajak 1000 Meter |
| Alfred Sageder Josef Kloimstein | Rudern   | Zweier ohne Steuermann  |

## Teilnehmer nach Sportarten

### Boxen
| Athleten        | Wettbewerb        | 1. Runde        | 1. Runde | 2. Runde         | 2. Runde | Viertelfinale | Viertelfinale | Halbfinale    | Halbfinale    | Finale        | Finale        | Rang |
| Athleten        | Wettbewerb        | Gegner          | Ergebnis | Gegner           | Ergebnis | Gegner        | Ergebnis      | Gegner        | Ergebnis      | Gegner        | Ergebnis      | Rang |
| --------------- | ----------------- | --------------- | -------- | ---------------- | -------- | ------------- | ------------- | ------------- | ------------- | ------------- | ------------- | ---- |
| Leopold Potesil | Halbweltergewicht | Celestino Pinto | S.       | Antonio Marcilla | N.       | ausgeschieden | ausgeschieden | ausgeschieden | ausgeschieden | ausgeschieden | ausgeschieden | 9    |

### Fechten
| Athleten           | Wettbewerb | 1. Runde | 1. Runde | Halbfinale                                                                            | Halbfinale | Finale | Finale   | Rang |
| Athleten           | Wettbewerb | Gegner | Ergebnis | Gegner                                                                                | Ergebnis   | Gegner | Ergebnis | Rang |
| ------------------ | ---------- | --- | -------- | ------------------------------------------------------------------------------------- | ---------- | --- | -------- | ---- |
| Damen              |            | |          |                                                                                       |            | |          |      |
| Ellen Müller-Preis | Florett    | Janice Romary Bruna Colombetti-Peroncini Pilar Roldán Ecaterina Orb-Lazăr Nadeschda Schitikowa Régine Veronnet Lois Joseph | 5:2      | Bruna Colombetti-Peroncini Karen Lachmann Renée Garilhe Emma Yefimova Maxine Mitchell | 2:3        | Gillian Sheen Olga Szabó-Orbán Renée Garilhe Janice Romary Kate Delbarre Karen Lachmann Bruna Colombetti-Peroncini | 1:6      | 7    |

### Gewichtheben
| Athleten       | Wettbewerb    | Drücken  | Reißen   | Stoßen   | Gesamtgewicht | Rang |
| -------------- | ------------- | -------- | -------- | -------- | ------------- | ---- |
| Franz Hölbl    | Schwergewicht | 142,5 kg | 125,0 kg | 157,5 kg | 425,0 kg      | 7    |
| Josef Tauchner | Leichtgewicht | 105,0 kg | 107,5 kg | 135,0 kg | 347,5 kg      | 10   |

### Kanu
| Athleten                             | Wettbewerb                   | Vorlauf    | Vorlauf | Finale        | Finale        | Rang          |
| Athleten                             | Wettbewerb                   | Zeit (min) | Rang    | Zeit (min)    | Rang          | Rang          |
| ------------------------------------ | ---------------------------- | ---------- | ------- | ------------- | ------------- | ------------- |
| Männer                               |                              |            |         |               |               |               |
| Otto Schindler Walter Waldner        | Zweier-Canadier 1000 Meter   | 5:05,9     | 3       | 5:04,4        | 6             | 6             |
| Otto Schindler Walter Waldner        | Zweier-Canadier 10.000 Meter | -          | -       | 56:48,7       | 8             | 8             |
| Max Raub Herbert Wiedermann          | Zweier-Kajak 1000 m          | 3:57,2     | 2       | 3:55,8        | 3             | Bronze        |
| Hermann Salzner Alfred Schmidtberger | Zweier-Kajak 10.000 m        | -          | -       | 49:03,7       | 11            | 11            |
| Frauen                               |                              |            |         |               |               |               |
| Helga Hellebrand-Wiedermann          | Einer-Kajak 500 m            | 2:27,5     | 6       | ausgeschieden | ausgeschieden | ausgeschieden |

### Leichtathletik

#### Laufen und Gehen
| Athleten     | Wettbewerb | Vorlauf | Vorlauf | Viertelfinale | Viertelfinale | Halbfinale | Halbfinale | Finale    | Finale |
| Athleten     | Wettbewerb | Zeit    | Rang    | Zeit          | Rang          | Zeit       | Rang       | Zeit      | Rang   |
| ------------ | ---------- | ------- | ------- | ------------- | ------------- | ---------- | ---------- | --------- | ------ |
| Herren       |            |         |         |               |               |            |            |           |        |
| Adolf Gruber | Marathon   | -       | -       | -             | -             | -          | -          | 2:46:20 h | 23     |

#### Springen und Werfen
| Athleten       | Wettbewerb  | Qualifikation | Qualifikation | Finale     | Finale |
| Athleten       | Wettbewerb  | Weite/Höhe    | Rang          | Weite/Höhe | Rang   |
| -------------- | ----------- | ------------- | ------------- | ---------- | ------ |
| Damen          |             |               |               |            |        |
| Regina Branner | Kugelstoßen | 13,87 m       | 7             | 14,60      | 7      |
| Reinelde Knapp | Hochsprung  | 1,58 m        | 4             | 1,64 m     | 12     |

### Radsport

#### Bahnwettbewerbe
| Athleten                                              | Wettbewerb                   | Zeit (min) | Rang |
| ----------------------------------------------------- | ---------------------------- | ---------- | ---- |
| Kurt Schein                                           | 1000 m Zeitfahren            | 1:13,1     | 13   |
| Walter Bortel Rudolf Maresch Kurt Schein Franz Wimmer | 4000 m Mannschaftsverfolgung | 5:01,6     |      |

#### Straße
| Athleten                                              | Wettbewerb | Zeit (h) | Rang |
| ----------------------------------------------------- | ---------- | -------- | ---- |
| Walter Bortel                                         | Einzel     | DNF      | DNF  |
| Rudolf Maresch                                        | Einzel     | DNF      | DNF  |
| Kurt Schein                                           | Einzel     | DNF      | DNF  |
| Franz Wimmer                                          | Einzel     | 5:27,28  | 30   |
| Walter Bortel Rudolf Maresch Kurt Schein Franz Wimmer | Mannschaft | DNF      | DNF  |

### Reiten

#### Dressurreiten
| Athleten                      | Wettbewerb | Punkte | Rang |
| ----------------------------- | ---------- | ------ | ---- |
| Robert Lattermann mit Danubia | Einzel     | 616,0  | 25   |
| Alexander Sagadin mit Cyprisu | Einzel     | 513,0  | 34   |

#### Springreiten
| Athleten                                                                           | Wettbewerb | Strafpunkte | Rang |
| ---------------------------------------------------------------------------------- | ---------- | ----------- | ---- |
| Peter Lichtner-Hoyer mit Rienzi                                                    | Einzel     | DNF         | DNF  |
| Adolf Lauda mit Schönbrunn                                                         | Einzel     | DNF         | DNF  |
| Romuald Halm mit Bianka                                                            | Einzel     | DNF         | DNF  |
| Peter Lichtner-Hoyer mit Rienzi Adolf Lauda mit Schönbrunn Romuald Halm mit Bianka | Mannschaft | DNF         | DNF  |

### Ringen
| Athleten                | Wettbewerb        | 1. Runde       | 1. Runde | 2. Runde         | 2. Runde | 3. Runde          | 3. Runde      | 4. Runde         | 4. Runde      | 5. Runde      | 5. Runde      | 6. Runde      | 6. Runde      | 7. Runde      | 7. Runde      | Rang          |
| Athleten                | Wettbewerb        | Gegner         | Ergebnis | Gegner           | Ergebnis | Gegner            | Ergebnis      | Gegner           | Ergebnis      | Gegner        | Ergebnis      | Gegner        | Ergebnis      | Gegner        | Ergebnis      | Rang          |
| ----------------------- | ----------------- | -------------- | -------- | ---------------- | -------- | ----------------- | ------------- | ---------------- | ------------- | ------------- | ------------- | ------------- | ------------- | ------------- | ------------- | ------------- |
| Freistil                |                   |                |          |                  |          |                   |               |                  |               |               |               |               |               |               |               |               |
| Ernst Wandaller         | Weltergewicht     | İbrahim Zengin | N.       | Per Berlin       | N.       | ausgeschieden     | ausgeschieden | ausgeschieden    | ausgeschieden | ausgeschieden | ausgeschieden | ausgeschieden | ausgeschieden | ausgeschieden | ausgeschieden | ausgeschieden |
| Griechisch-Römisch      |                   |                |          |                  |          |                   |               |                  |               |               |               |               |               |               |               |               |
| Bartolomäus Brötzner    | Leichtgewicht     | Vladimir Rosin | 3:0      | Rıza Doğan       | 2:1      | Gyula Tóth        | 0:3           | Dimitar Stojanow | 0:3           | ausgeschieden | ausgeschieden | ausgeschieden | ausgeschieden | ausgeschieden | ausgeschieden | 4             |
| Franz Brunner           | Bantamgewicht     | Fred Kämmerer  | 1:2      | Edvin Vesterby   | 0:3      | ausgeschieden     | ausgeschieden | ausgeschieden    | ausgeschieden | ausgeschieden | ausgeschieden | ausgeschieden | ausgeschieden | ausgeschieden | ausgeschieden | ausgeschieden |
| Ernst Wandaller         | Weltergewicht     | Per Berlin     | N.       | Wladimir Manejew | N.       | ausgeschieden     | ausgeschieden | ausgeschieden    | ausgeschieden | ausgeschieden | ausgeschieden | ausgeschieden | ausgeschieden | ausgeschieden | ausgeschieden | ausgeschieden |
| Eugen Wiesberger junior | Halbschwergewicht | Dale Thomas    | N.       | Victor Macha     | S.       | Karl-Erik Nilsson | 0:3           | ausgeschieden    | ausgeschieden | ausgeschieden | ausgeschieden | ausgeschieden | ausgeschieden | ausgeschieden | ausgeschieden | 6             |

### Rudern
| Athleten                                    | Wettbewerb             | Vorlauf    | Vorlauf | Hoffnungslauf | Hoffnungslauf | Halbfinale    | Halbfinale    | Finale        | Finale        | Rang          |
| Athleten                                    | Wettbewerb             | Zeit (min) | Rang    | Zeit (min)    | Rang          | Zeit (min)    | Rang          | Zeit (min)    | Rang          | Rang          |
| ------------------------------------------- | ---------------------- | ---------- | ------- | ------------- | ------------- | ------------- | ------------- | ------------- | ------------- | ------------- |
| Männer                                      |                        |            |         |               |               |               |               |               |               |               |
| Josef Kloimstein Franz König Alfred Sageder | Zweier mit Steuermann  | 8:11,2     | 2       | -             | -             | 9:29,7        | 4             | ausgeschieden | ausgeschieden | ausgeschieden |
| Josef Kloimstein Alfred Sageder             | Zweier ohne Steuermann | 7:37,0     | 3       | -             | -             | 8:42,4        | 2             | 8:11,8        | 3             | Bronze        |
| Ferdinand Rabeder                           | Einer                  | 7:36,0     | 4       | 9:16,4        | 2             | ausgeschieden | ausgeschieden | ausgeschieden | ausgeschieden | ausgeschieden |

### Segeln
| Athleten       | Wettbewerb  | 1. Wettfahrt | 1. Wettfahrt | 2. Wettfahrt | 2. Wettfahrt | 3. Wettfahrt | 3. Wettfahrt | 4. Wettfahrt | 4. Wettfahrt | 5. Wettfahrt | 5. Wettfahrt | 6. Wettfahrt | 6. Wettfahrt | 7. Wettfahrt | 7. Wettfahrt | Punkte | Rang |
| Athleten       | Wettbewerb  | Punkte       | Rang         | Punkte       | Rang         | Punkte       | Rang         | Punkte       | Rang         | Punkte       | Rang         | Punkte       | Rang         | Punkte       | Rang         | Punkte | Rang |
| -------------- | ----------- | ------------ | ------------ | ------------ | ------------ | ------------ | ------------ | ------------ | ------------ | ------------ | ------------ | ------------ | ------------ | ------------ | ------------ | ------ | ---- |
| Wolfgang Erndl | Finn Dinghy | 256          | 14           | 226          | 15           | 402          | 10           | DNF          | DNF          | 703          | 5            | DNF          | DNF          | 323          | 12           | 1910   | 15   |

### Turnen
| Athleten    | Wettbewerb      | Punkte | Rang |
| ----------- | --------------- | ------ | ---- |
| Herren      |                 |        |      |
| Hans Sauter | Einzelmehrkampf | 79,85  | 60   |
| Hans Sauter | Boden           | 8,50   | 63   |
| Hans Sauter | Sprung          | 17,95  | 41   |
| Hans Sauter | Barren          | 17,85  | 43   |
| Hans Sauter | Reck            | 9,20   | 62   |
| Hans Sauter | Ringe           | 17,25  | 38   |
| Hans Sauter | Pauschenpferd   | 9,10   | 62   |

### Wasserspringen
| Athleten       | Wettbewerb        | Qualifikation | Qualifikation | Finale        | Finale        |
| Athleten       | Wettbewerb        | Punkte        | Rang          | Punkte        | Rang          |
| -------------- | ----------------- | ------------- | ------------- | ------------- | ------------- |
| Damen          |                   |               |               |               |               |
| Eva Pfarrhofer | 10 m Turmspringen | 46,02         | 13            | ausgeschieden | ausgeschieden |